# Stanisław Roszak
Stanisław Roszak (ur. 16 maja 1966 w Strzelnie) – polski historyk, dydaktyk historii, badacz dziejów baroku i oświecenia, a także Kujaw.

## Życiorys
Ukończył I LO im. Jana Kasprowicza w Inowrocławiu, następnie studiował historię na Wydziale Nauk Humanistycznych Uniwersytetu Mikołaja Kopernika w Toruniu. W 1990 roku uzyskał magisterium. Doktorat, pod kierunkiem Jacka Staszewskiego, obronił w 1995, a w późniejszym okresie habilitację. Tytuł naukowy profesora uzyskał w 2014 r.
Specjalizuje się w dydaktyce historii i historii nowożytnej. Od 2006 pełni funkcję kierownika Zakładu Dydaktyki Historii i Wiedzy o Społeczeństwie w Instytucie Historii i Archiwistyki Uniwersytetu Mikołaja Kopernika. Był prodziekanem Wydziału Nauk Historycznych UMK. W latach 2004–2013 był kierownikiem naukowym ogólnopolskiej konferencji dydaktyków historii Toruńskie Spotkania Dydaktyczne. W latach 2009–2019 pełnił funkcję Przewodniczącego Komitetu Głównego Ogólnopolskiej Olimpiady Historycznej. Jest redaktorem naczelnym Wiadomości Historycznych oraz członkiem Zarządu Głównego Polskiego Towarzystwa Historycznego.

## Wybrane publikacje
- Środowisko intelektualne i artystyczne Warszawy w połowie XVIII wieku. Między kulturą sarmatyzmu i oświecenia (1997)
- Historia: podręcznik dla I klasy gimnazjum (1999; wraz z Danutą Musiał i Krystyną Polacką)
- Historia: podręcznik do klasy VI (1999; wraz z Krystyną Polacką)
- Pamięć domu Komierowskich. Studium z dziejów rodu szlacheckiego w XVIII wieku (2002; wraz z Waldemarem Chorążyczewskim)
- Przez wieki : podręcznik do historii : gimnazjum 1 (2002; wraz z Danutą Musiał i Krystyną Polacką)
- Archiwa sarmackiej pamięci. Funkcje i znaczenie rękopiśmiennych ksiąg silva rerum w kulturze Rzeczypospolitej XVIII wieku (2004)
- Wiedza o kulturze : dla liceum ogólnokształcącego, liceum profilowanego i technikum : zakres podstawowy (2005; wraz z Jarosławem Dumanowskim)
- Edukacja historyczna w szkole. Teoria i praktyka (2008; wraz z Ewą Chorąży, Danutą Konieczka-Śliwińską)
- Śladami przeszłości : podręcznik do historii dla klasy drugiej gimnazjum  (2010)
- Śladami przeszłości : podręcznik do historii dla klasy trzeciej gimnazjum (2011; wraz z Anną Łaszkiewicz)
- The history of Poland : a nation and state between West and East (2012; wraz z Jarosławem Kłaczkowem i Andrzejem Radzimińskim)
- Koniec świata sarmackich erudytów (2012)
- Dziennik podróży Józefa Jerzego Hylzena z lat 1752-1754, (2013; wraz z Arvydasem Pacevičiusem i Joanną Orzeł)
- Selbstzeugnisse im polnischen und deutschen Schrifttum im Spatmittelalter und in der Fruhen Neuzeit (15.-18. Jahrhundert). Band 1 (2014; wraz z Renatą Skowrońską, Helmutem Flacheneckerem(inne języki), Romanem Czają i Januszem Tandeckim)
- Olimpiada Historyczna 1974-2014. Historia i pamięć (2014; wraz z Michałem Targowskim)